# Novair
Novair war die Marke der schwedischen Charterfluggesellschaft Nova Airlines AB mit Sitz in Stockholm und war bis 2021 ein Tochterunternehmen des Reiseveranstalters DER Touristik Group.

## Geschichte

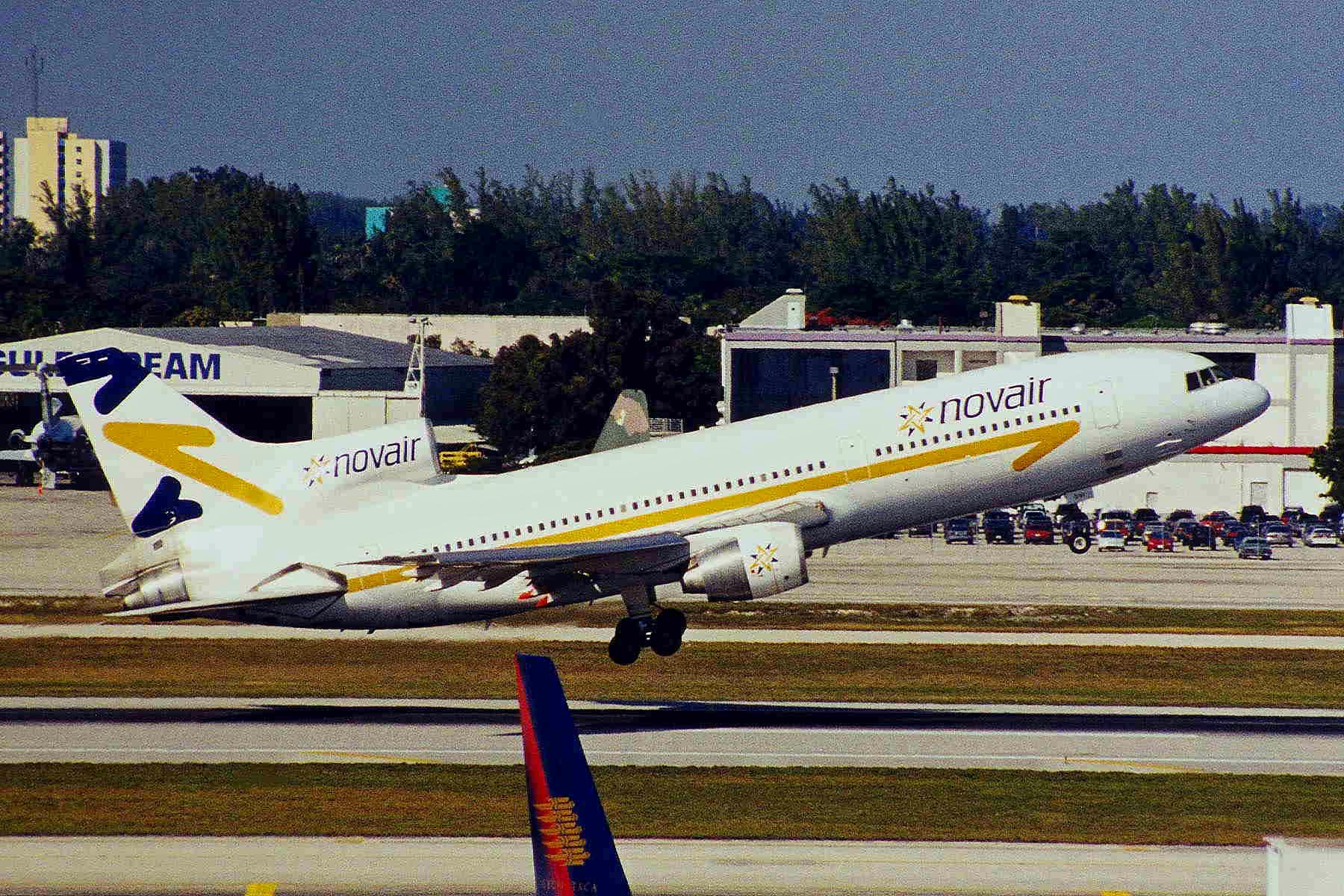
Lockheed L-1011 Tristar der Novair, Miami 1999

Novair wurde 1997 gegründet und begann ihren Flugbetrieb im November 1997 mit Flügen von Stockholm zu den Kanarischen Inseln und nach Phuket, Thailand mit Hilfe von Apollo Resor. Sie war ab Januar 2001 im Besitz von Kuoni Scandinavia; im Jahr 2017 ging sie im Zuge einer Umstrukturierung des Konzerns an die DER Touristik Group über.
Am 7. April 2021 wurde bekannt, dass die Fluggesellschaft an die dänische Jet Nordic Group verkauft wird. Jet Nordic Group besitzt auch Jettime.
Im Februar 2023 wurde bekannt, dass die Gesellschaft im Oktober 2023 liquidiert werden solle, da man den Vertrag mit dem Reiseveranstalter Apollo verloren habe.
Die Fluggesellschaft hat am 9. Oktober 2023 ihre Flüge eingestellt.

## Ziele
Novair betrieb hauptsächlich Charterflüge zu Zielen am Mittelmeer und den Kanarischen Inseln.

## Flotte

### Aktuelle Flotte
Mit Stand September 2023 bestand die Flotte der Novair aus einem Flugzeug mit Alter von 6,2 Jahren:
| Flugzeugtyp    | Anzahl | bestellt | Anmerkungen | Sitzplätze | Durchschnittsalter (Oktober 2023) |
| -------------- | ------ | -------- | ----------- | ---------- | --------------------------------- |
| Airbus A321neo | 1      |          |             | 221        | 6,2 Jahre                         |
| Gesamt         | 1      |          |             |            | 6,2 Jahre                         |

### Ehemalige Flugzeugtypen
Zuvor betrieb Novair unter anderem auch folgende Flugzeugtypen:
- Airbus A320-200
- Airbus A321-200
- Airbus A330-200
- Boeing B737-300
- Boeing B737-800
- Lockheed L-1011 Tristar